# Bucculatrix ochrisuffusa
Bucculatrix ochrisuffusa är en fjärilsart som beskrevs av Braun 1963. Bucculatrix ochrisuffusa ingår i släktet Bucculatrix och familjen kronmalar. Inga underarter finns listade i Catalogue of Life.